# Milak
Milak är en ort i Indien.   Den ligger i distriktet Rāmpur och delstaten Uttar Pradesh, i den norra delen av landet, 190 km öster om huvudstaden New Delhi. Milak ligger 184 meter över havet och antalet invånare är 28 505.
Terrängen runt Milak är mycket platt. Runt Milak är det tätbefolkat, med 819 invånare per kvadratkilometer. Närmaste större samhälle är Shāhābād, 16,4 km väster om Milak. Trakten runt Milak består till största delen av jordbruksmark.